# Aegidinus teamscaraborum
Aegidinus teamscaraborum är en skalbaggsart som beskrevs av Colby 2009. Aegidinus teamscaraborum ingår i släktet Aegidinus och familjen Hybosoridae. Inga underarter finns listade i Catalogue of Life.